# غلبن أرغن
غلبن أرغن (بالتركية: Gülben Ergen)‏ (25 أغسطس 1972 في قاضي كوي - )؛ مغنية، ممثلة، وعارضة تركية.

## روابط خارجية
- غلبن أرغن على موقع IMDb (الإنجليزية)
- غلبن أرغن على موقع ألو سيني (الفرنسية)
- غلبن أرغن على موقع ميوزك برينز (الإنجليزية)
- غلبن أرغن على موقع ديسكوغز (الإنجليزية)
- غلبن أرغن على موقع قاعدة بيانات الفيلم (الإنجليزية)
- غلبن أرغن على موقع كينوبويسك (الروسية)